# Караманите
Караманите е село в Североизточна България. То се намира в община Вълчи дол, Варненска област. Старото му име е Караманлий.

## География
През 1933 г. географът Васил Маринов изследва селото и го определя в рамките на антропогеографските граници на Делиормана.

## История
Първоначално това са били две села. Едното се е казвало Поток или Дере кьой (от турски), а другото Караманите. По-късно двете села се сливат и днес носи името Караманите.

## Население
Численост на населението според преброяванията през годините:
| \| Година на преброяване \| Численост \| \| --------------------- \| --------- \| \| 1934 \| 1754 \| \| 1946 \| 1258 \| \| 1956 \| 1171 \| \| 1965 \| 1049 \| \| 1975 \| 778 \| \| 1985 \| 676 \| \| 1992 \| 571 \| \| 2001 \| 444 \| \| 2011 \| 309 \| \| 2021 \| 265 \| |           |
| Година на преброяване | Численост |
| 1934 | 1754      |
| 1946 | 1258      |
| 1956 | 1171      |
| 1965 | 1049      |
| 1975 | 778       |
| 1985 | 676       |
| 1992 | 571       |
| 2001 | 444       |
| 2011 | 309       |
| 2021 | 265       |

### Етнически състав

#### Преброяване на населението през 2011 г.
Численост и дял на етническите групи според преброяването на населението през 2011 г.:
|                     | Численост | Дял (в %) |
| Общо                | 309       | 100.00    |
| Българи             | 152       | 49.19     |
| Турци               | 95        | 30.74     |
| Цигани              | –         | –         |
| Други               | ?         | ?         |
| Не се самоопределят | ?         | ?         |
| Неотговорили        | 57        | 18.44     |

## Културни и природни забележителности
- През 1964 г. при копаене на изкоп за водопровод е открито старобългарско гробище в западната част на селото. Поради различни причини то е проучено едва през 1988-1989 г. от група студенти от Педагогическия университет в гр. Луганск (Украйна) под ръководството на проф. Константин Ив. Красилников. Погребалните обреди са: трупоизгаряне, трупополагане и тризни. Датират от 8 до началото на 10 век. Наблюдава се преход от езически към християнски погребален обред. От намерените предмети заслужава внимание една тока за колан със сцена, на която безкрил грифон е захапал сърна.
- На 12 май 2007 г. в селото е осветена нова православна църква "Св. Кирил и Методий" от Варненския и Великопреславския митрополит Кирил в присъствието на заместник-областния управител Стелиян Гроздев, също родом от с. Караманите, депутатът Борислав Ралчев, кметът на гр. Вълчи дол Веселин Василев, стотици жители и гости. Храмът е изографисан от Димо Заимов, родом от с. Караманите.

## Редовни събития
Всяка година на 24 май – храмовия празник, се провежда сбор на селото.

## Личности
- Димо Заимов (1930-2016), художник
- Тодор Иванов Тодоров – Чакъра, борец - свободна борба от с. Караманите, р. 1937 г.